# Hành quân đến Roma
Hành quân đến Roma (tiếng Ý: Marcia su Roma) là một cuộc biểu tình vũ trang và lật đổ do Đảng Phát xít Quốc gia (PNF) tổ chức, nhằm thực hiện cuộc đảo chính để đưa Benito Mussolini lên lãnh đạo chính phủ ở Ý. Vào ngày 28 tháng 10 năm 1922, hàng nghìn người phát xít đã tiến về thủ đô, đe dọa chiếm quyền lực bằng bạo lực.
Cuộc biểu tình kết thúc vào ngày 30 tháng 10, khi Vua Vittorio Emanuele III giao cho Mussolini nhiệm vụ thành lập chính phủ mới. Trong những năm sau đó, cuộc hành quân về Roma được tuyên truyền như là phần mở đầu của "cuộc cách mạng phát xít" và ngày kỷ niệm trở thành mốc thời gian cho kỷ nguyên phát xít.

## Bối cảnh lịch sử

### Lo ngại đảo chính
Trong Chiến tranh Thế giới thứ nhất, đã xuất hiện những dấu hiệu của sự bất đồng quan điểm giữa một số đại diện quân đội và các đại diện Nhà nước tự do, bị coi là không xứng đáng. Sự bất đồng không chỉ liên quan đến các đại diện nhà nước, mà còn mở rộng đến một phần quân đội và dân chúng. Ottone Rosai, một trí thức thời đó, cho rằng dân chúng cần phải sử dụng gậy và dầu thầu dầu để được duy trì dưới sự kiểm soát.

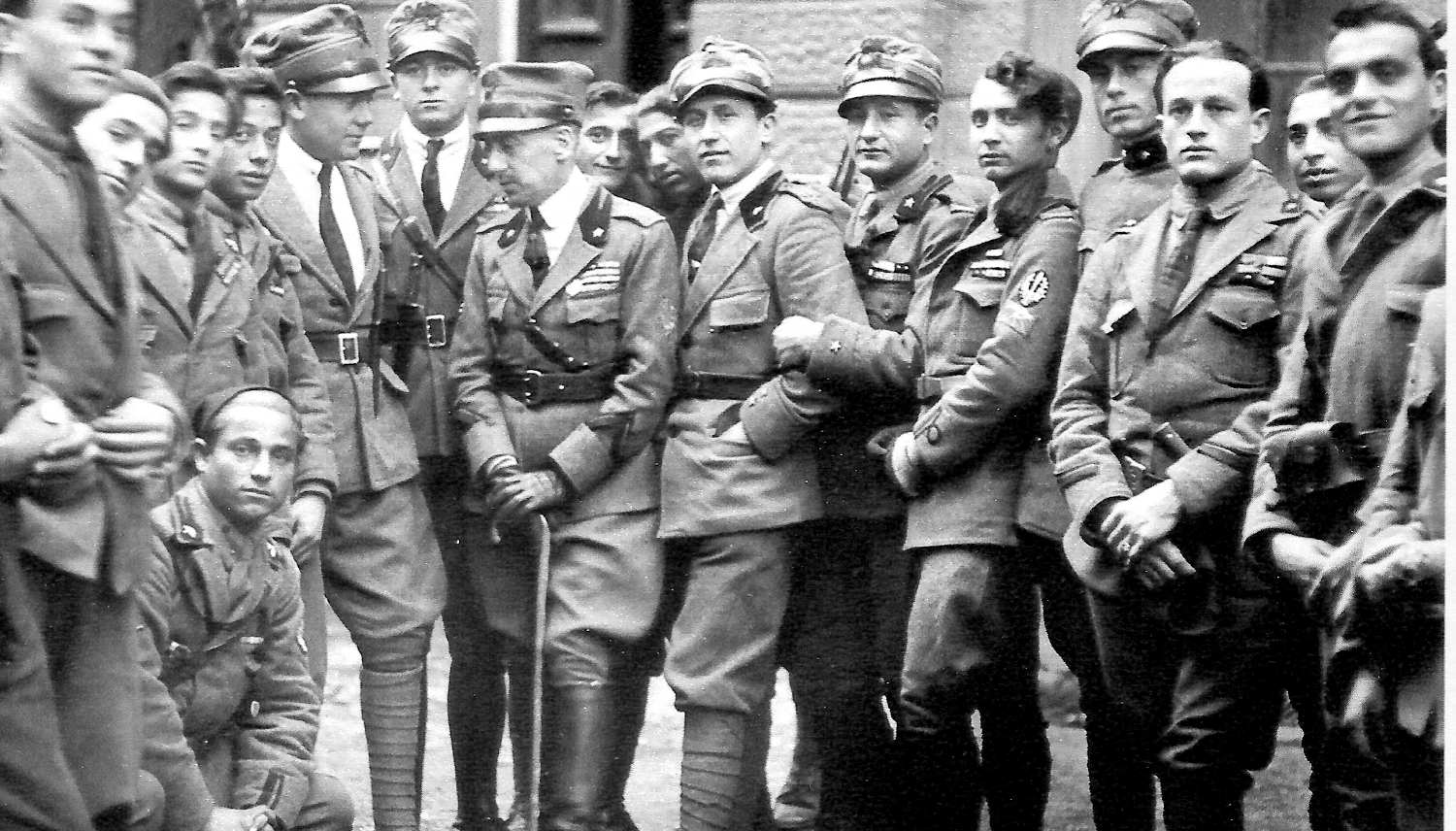
Gabriele D'Annunzio (ở giữa với cây gậy) cùng một số lính lê dương ở Fiume năm 1919

Vào tháng 6 năm 1919, báo chí đưa tin về một âm mưu đảo chính do các nhà dân tộc chủ nghĩa, arditi ("những người lính dũng cảm"), cựu binh và các thành viên trong quân đội tổ chức, có khả năng có sự tham gia của Benito Mussolini và Emanuele Filiberto, Công tước xứ Aosta, được tài trợ bởi các nhà công nghiệp từ Lombardia, Liguria và Piemonte. Vào tháng 9 cùng năm, những tin đồn mới về hành động mạnh mẽ có thể xảy ra đã thành hiện thực trong việc chiếm đóng thành phố Fiume (hiện nay là Rijeka, thuộc Croatia) bởi các hiệp hội dân tộc chủ nghĩa và các đơn vị bất tuân lệnh của Quân đội Hoàng gia với mục tiêu đòi lại lãnh thổ Ý và chiến lợi phẩm.
Chủ tịch Hội đồng Bộ trưởng, Francesco Saverio Nitti, trong bài phát biểu tại Hạ viện ngày 13 tháng 9 năm 1919, bày tỏ sự cay đắng và buồn bã về sự việc này, nhấn mạnh rằng sự phản bội đã xâm nhập vào quân đội Ý, dù với mục đích hay lý tưởng nào. Nitti khẳng định rằng, dù hành động của các tình nguyện viên có thể chấp nhận được, nhưng sự tham gia của những người lính chính quy vào cuộc phản bội này là không thể chấp nhận và đó là hành động chống lại tổ quốc.
Sau khi giải tán Hạ viện và tổ chức các cuộc bầu cử mới, các mối đe dọa lật đổ từ phía phát xít tiếp tục. Benito Mussolini đã tuyên bố vào ngày 2 tháng 10 năm 1919: "Nhiều người thèm khát vì không thể đến Fiume, nhưng tôi tự hỏi: không còn ai biết đường đến Roma nữa sao?".
Thành công liên minh xã hội chủ nghĩa trong cuộc tổng tuyển cử đã làm phức tạp việc thành lập một chính phủ, hạn chế khả năng đạt được các thỏa thuận chính trị. Vào tháng 10 năm 1920, có thêm tin đồn về một cuộc đảo chính tại Fiume, nhưng những tin đồn này đã mất đi sức hút vào cuối năm với việc phê chuẩn Hiệp ước Rapallo và chấm dứt chiếm đóng thành phố Fiume.

### Bầu cử và bạo lực
Sau chiến tranh, nghèo đói và khó khăn trong giai đoạn hậu chiến đã dẫn đến các cuộc đình công và bất ổn, thậm chí cả việc chiếm đất, với các cuộc đụng độ giữa người biểu tình và và lực lượng cảnh sát. Trong bối cảnh này, phát xít bắt đầu bạo lực vào ngày 11 tháng 1 năm 1919 với việc phản đối một cuộc mít-tinh của Leonida Bissolati và tiếp tục vào tháng 4 với việc đốt cháy trụ sở tờ báo xã hội chủ nghĩa "Avanti!" tại Milan.

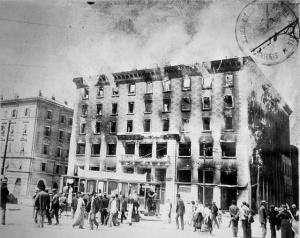
Khách sạn Balkan bốc cháy vào ngày 13 tháng 7 năm 1920

Hoạt động phát xít bị tạm dừng sau kết quả bầu cử khiêm tốn vào tháng 11 năm 1919, nhưng đã tiếp tục phát triển trở lại vào mùa hè năm 1920 với các vụ bạo lực tại Khách sạn Balkan ở Trieste và vụ nổ bom tại Venice chống lại một cuộc biểu tình xã hội chủ nghĩa, nhưng trên hết là với đội quân phát xít phục vụ lợi ích các chủ đất chống lại công nhân đình công và các nhà công nghiệp sau khi chiếm đóng các nhà máy.
Trong cuộc bầu cử hành chính năm 1920, một khối chống xã hội chủ nghĩa đã hình thành và rõ ràng là có sự nhân nhượng, nếu không muốn nói là ủng hộ, đối với bạo lực phát xít từ các yếu tố trong chính quyền nhà nước và quân đội. Gần một phần tư các chính quyền địa phương mới được lãnh đạo bởi các đảng xã hội chủ nghĩa hoặc cộng hòa, với những chiến thắng đáng kể ở Emilia-Romagna và Toscana. Ngay cả trong các chính quyền tỉnh cũng có thành công của xã hội chủ nghĩa với 26 trên 69 hội đồng tỉnh.
Các đội quân phát xít, được tổ chức quân sự nhờ sự tham gia của các arditi và cựu binh, bắt đầu tấn công bạo lực vào các chính quyền xã hội chủ nghĩa mới, như tại Bologna. Các cuộc bạo loạn (thường được tổ chức bởi các nhóm phối hợp từ các khu vực khác nhau) do đó đã cho phép chính phủ giải tán chính quyền địa phương và thay thế nó bằng một ủy viên thân chính phủ; ngoài ra, các cuộc tấn công vào Phòng Lao động đã làm mất lòng các thành viên của họ, làm suy yếu hành động của họ.
Adelmo Niccolai, trong một bài phát biểu tại Hạ viện vào ngày 17 tháng 11 năm 1920, đã tố cáo sự cấu kết của chính phủ với chủ nghĩa phát xít, cáo buộc chính phủ từ bỏ quyền lực của mình vào tay một tổ chức tư nhân có thể quay lại chống lại chính phủ:
"Nhiều đồng nghiệp đã xử lý các sự kiện được gọi là phát xít. Hãy làm rõ điều này. Chúng tôi không yêu cầu sự bảo vệ, không yêu cầu sự trợ giúp, không yêu cầu sự can thiệp. Chúng tôi chỉ muốn làm nổi bật một sự thật đã quá rõ ràng; chúng tôi muốn chứng minh rằng nếu phát xít tồn tại, nếu phát xít hành động, nếu phát xít thực hiện những hành động điên rồ trong nước, đó là do sự đồng lõa của chính phủ. Và khi chúng tôi chứng minh điều này, chúng tôi sẽ chứng minh rằng chính phủ từ bỏ quyền lực bảo vệ và duy trì của mình vào tay một tổ chức tư nhân mà ngày mai có thể quay lưng lại với chính phủ. (Sự chấp thuận từ phía cực tả). Thưa các quý ông, hãy để chúng tôi tự do, hãy để chúng tôi có cùng sự tự do; đừng đặt các dây của carabinieri để bảo vệ một nhóm phát xít nhỏ; hãy để chiến tranh dân sự nổ ra trên đường phố, nếu đó là chương trình của các ông; nhưng đừng ủng hộ một trong hai đối thủ, trong khi đối thủ kia tấn công anh ta."

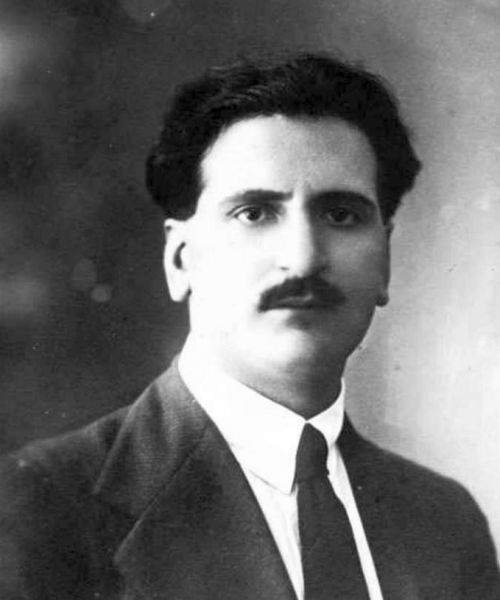
Giuseppe Di Vagno

Năm 1921, số lượng các hành động bạo lực từ phía phát xít tăng lên, đến mức vào tháng 1 và tháng 2 đã có các bài báo trên các tờ báo chính phủ kêu gọi dừng các hành động này, trong khi vẫn muốn biện minh chúng như là một phản ứng đối với bạo lực xã hội chủ nghĩa. Trong giai đoạn cuộc tổng tuyển cử tháng 5 năm 1921, bạo lực lại tăng lên, và ngày càng có nhiều trường hợp đồng lõa từ các thành viên cảnh sát. Kết quả bầu cử đánh dấu sự suy giảm cho các nhà xã hội chủ nghĩa và sự tham gia của khoảng 30 phát xít vào Hạ viện (chủ yếu thông qua các liên minh Khối Quốc gia), những người vào ngày 13 tháng 6 đã tấn công nghị sĩ Francesco Misiano, người đã đào ngũ trong Thế chiến I. Bạo lực tại Hạ viện xảy ra trong các phiên họp vào ngày 21 tháng 6, 20 tháng 7 và 22 tháng 7, với sự can thiệp của chủ tịch. Nỗ lực ký kết hiệp ước hòa giải (hiệp ước bình định) cũng thất bại, vì không được các tổ chức phát xít địa phương chấp nhận; bạo lực tiếp tục và cũng ảnh hưởng đến các đại biểu, với việc tấn công Claudio Treves và ám sát Giuseppe Di Vagno.

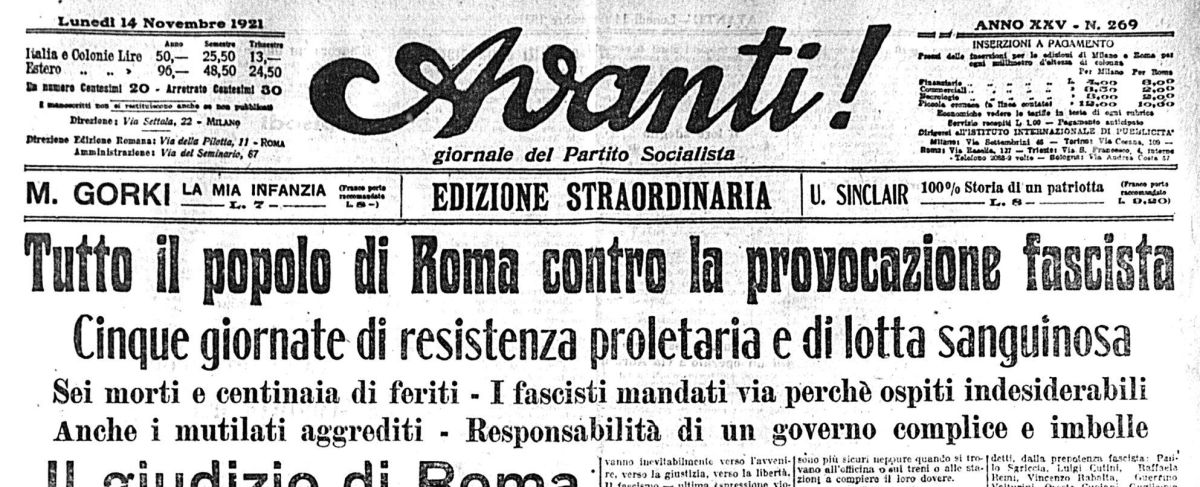
Tiêu đề Avanti! sau cuộc đụng độ ở Rome về đại hội phát xít

Biểu tượng Khối Quốc gia
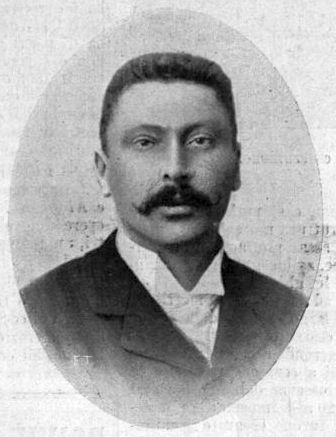
Claudio Treves

Chính phủ đã tổ chức lễ kỷ niệm vào ngày 4 tháng 11 với việc di dời hài cốt của Chiến sĩ Vô danh. Trong những ngày tiếp theo, Đại hội Phát xít lần thứ ba được tổ chức tại Rome; mặc dù có sự hiện diện của lực lượng thực thi pháp luật, đã xảy ra nhiều cuộc đụng độ và bạo lực với các lực lượng chống phát xít, dẫn đến hai người chết và khoảng 150 người bị thương. Mặc dù chính phủ yếu kém trong việc cố gắng phản đối các cuộc diễu hành và bạo lực, nhìn chung những ngày ở Rome thể hiện cho một thất bại của phát xít.

### 1922

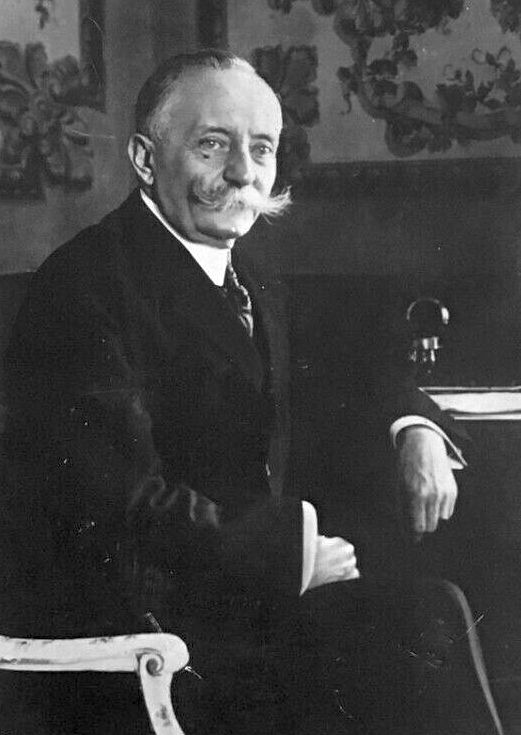
Chủ tịch Hội đồng Bộ trưởng Luigi Facta

Năm 1922, các lực lượng phát xít tìm cách mở rộng cả ở miền Bắc, những nơi vẫn do các nhà xã hội chủ nghĩa kiểm soát, và ở miền Nam nước Ý. Hơn nữa, do kết quả tiêu cực của những ngày ở Rome vào cuối năm 1921, khi Hội đồng Quốc gia Phát xít được tổ chức vào tháng 4 năm 1922, Benito Mussolini và Dino Grandi đã thúc đẩy từ bỏ các ý tưởng nổi dậy và theo đuổi con đường hợp pháp. Dù vậy, đảng Phát xít tiếp tục tổ chức các đội quân thành bốn khu vực (Tây Bắc, Đông Bắc, Trung tâm với Sardinia, Nam với Sicily) để chuẩn bị cho các sự kiện nổi dậy trên toàn quốc; hơn nữa, từ tháng 5, đã có các cuộc huy động phát xít với một loạt các hành động bạo lực mới, đặt chính phủ Facta mới thành lập vào tình trạng khó khăn, đặc biệt là với việc chiếm đóng Bologna và Cremona (với việc cướp phá nhà của các nghị sĩ Giuseppe Garibotti và Guido Miglioli).
Trong số các bài phát biểu đánh dấu sự sụp đổ chính phủ là bài phát biểu của Mussolini với các lời đe dọa về một mặt trận chống phát xít, điều này đã khiến Filippo Turati đại biểu xã hội chủ nghĩa phản đối; các mối lo ngại của đảng cũng xuất hiện trước sự hỗ trợ dành cho các hành động phát xít từ quân đội và một phần cơ quan hành chính công.
"Chủ nghĩa phát xít sẽ giải quyết sự khủng hoảng nội bộ của mình, có lẽ trong một thời gian ngắn nữa sẽ cho biết liệu nó muốn trở thành một đảng hợp pháp, tức là một đảng trong Chính phủ, hay muốn trở thành một đảng nổi dậy, trong trường hợp đó, nó không chỉ không còn có thể là một phần trong bất kỳ chính phủ nào, mà có thể không còn buộc phải ngồi trong Quốc hội này. [...] Nhưng nếu, chẳng may, từ cuộc khủng hoảng này mà bây giờ đang diễn ra, xuất hiện một Chính phủ phản động chống phát xít bạo lực, hãy lưu ý, thưa các quý ông, rằng chúng tôi sẽ phản ứng với năng lượng và sự không khoan nhượng tối đa. (Bình luận) Để phản ứng, tôi sẽ đáp trả bằng cách đứng lên."— Mussolini, bài phát biểu tại Hạ viện, ngày 19 tháng 7 năm 1922

Trong khi đó, các cuộc tấn công của phát xít chống lại các hợp tác xã và phòng lao động gia tăng. Đặc biệt ở Ravenna vào ngày 26 tháng 7 đã có một cuộc đình công của Liên minh Lao động, gồm các lực lượng cánh tả; các đội quân của Italo Balbo đã chiếm đóng thành phố với bạo lực mới vào thời điểm khủng hoảng chính phủ. Liên minh Lao động sau đó đã phát động một cuộc đình công hợp pháp vào đầu tháng 8. Trong nỗ lực quản lý tình hình, Vua Victor Emmanuel III lại giao nhiệm vụ cho Facta thành lập chính phủ mới. Cuộc đình công đã thất bại đáng kể và tạo cớ cho các lực lượng phát xít chiếm đóng các chính quyền xã hội chủ nghĩa khác. Có tin đồn về các cuộc viễn chinh phát xít đến Rome và các biện pháp đã được thực hiện để ngăn chặn bất kỳ "chuyến tàu nổi dậy" nào đến Rome (điều này không xảy ra). Ở Milan, phát xít đã phá hủy trụ sở của L'Avanti! và chiếm tòa thị chính do xã hội chủ nghĩa lãnh đạo (một lần nữa, chính quyền được ủy nhiệm), và Aldo Finzi tuyên bố ý định của đảng chiếm tất cả các thành phố xã hội chủ nghĩa và giết một số kẻ thù của phát xít. Trước tình hình nghiêm trọng giữa ngày 5 và 6 tháng 8, các quận trưởng của Ancona, Brescia, Genoa, Livorno, Milan và Parma được lệnh trao quyền cho quân đội để khôi phục trật tự.
"Giai đoạn khủng hoảng nội bộ của chủ nghĩa phát xít chính thức bắt đầu bởi Nghị sĩ Mussolini với bài phát biểu ngày 19 tháng 7, trong đó ông đặt ra - theo cùng cách chúng tôi đã đặt ra trước đó - sự lựa chọn giữa hợp pháp hoặc nổi dậy, kết thúc ngày hôm nay. Chủ nghĩa phát xít, cho đến nay, đã chọn phương án thứ hai. [...] Những người bảo thủ Ý cho thấy họ coi tất cả điều này là bình thường [...] Họ dường như không nhận thấy rằng, với cùng phương pháp đó, một cuộc chiếm đóng Montecitorio có thể xảy ra vào ngày mai, không kết thúc cho đến khi có một sắc lệnh hoàng gia giải tán Hạ viện, ra lệnh bầu cử mà không có tỷ lệ hoặc hạn chế quyền bầu cử."— Luigi Salvatorelli

Vào ngày 6 tháng 8, một thông báo chính thức của chính phủ được ban hành cho công dân "để họ có thể ngừng các cuộc tranh cãi đẫm máu và tinh thần dâng lên một cảm giác đoàn kết yêu nước và nhân đạo". Mussolini đáp lại bằng cách khẳng định hiệu quả của bạo lực trong những trường hợp như vậy. Giữa ngày 8 và 9 tháng 8, cuộc tranh luận về tín nhiệm vào chính phủ mới đã diễn ra, với các tham chiếu đến tình hình nội bộ của đất nước; các nghị sĩ phát xít và chiến binh tiếp tục với những đe dọa lật đổ, trong khi các đảng khác bị chia rẽ về cách xử lý. Chính phủ đã giành được sự tín nhiệm với 247 phiếu thuận và 122 phiếu chống, cũng với sự ủng hộ của phát xít và các chiến binh.

## Diễn biến

### Chuẩn bị
Sau các hành động bạo lực vào đầu tháng 8, những tin đồn về một cuộc đảo chính trở nên căng thẳng hơn, một số tiếng nói trong giới truyền thông và chính trị tìm cách làm giảm bớt sự lo sợ và kêu gọi một cách tiếp cận ôn hòa hơn từ phía Phát xít. Chẳng hạn, tờ báo có ảnh hưởng Corriere della Sera bày tỏ hy vọng rằng Phát xít, với sự ủng hộ đáng kể từ công chúng, sẽ theo đuổi mục tiêu của họ thông qua các con đường hợp pháp và nghị viện thay vì áp đặt chế độ độc tài:
"Bây giờ chúng tôi không muốn thừa nhận dù chỉ trong một khoảnh khắc rằng những tin đồn hiện tại có thể tương ứng với ý định thực sự và rằng những ý định như vậy có thể tìm thấy sự đồng thuận trong số những người chịu trách nhiệm về phong trào phát xít. Hôm nay, những người phát xít có lý khi tin rằng họ được công luận ủng hộ; họ có lẽ đúng khi tin rằng sự đại diện trong quốc hội của họ thấp hơn nhiều so với sự đồng thuận mà họ có trong cả nước. Chính vì lý do này mà họ không có lợi ích trong việc áp đặt ý kiến của mình lên người khác bằng lệnh khô khan và kiên quyết, bằng vũ khí dễ dàng của chế độ độc tài. Thông qua thảo luận và con đường hợp pháp, họ có thể đạt được mọi thứ."— Corriere della Sera

Benito Mussolini, trong chiến lược truyền thông của mình, cân bằng giữa việc thể hiện sức mạnh và để lại khoảng trống cho các cuộc điều động chính trị. Trong một cuộc phỏng vấn với Il Mattino vào ngày 11 tháng 8, ông thừa nhận sự sẵn sàng của các lực lượng Phát xít để kiểm soát nhưng không tuyên bố một cuộc đảo chính sắp diễn ra:
"Cuộc hành quân đến Rome đang diễn ra. Đó không phải, lưu ý với tôi, là cuộc hành quân của hàng trăm hay ba trăm nghìn Áo đen, được tổ chức mạnh mẽ trong Chủ nghĩa Phát xít. Cuộc hành quân này về mặt chiến lược là có thể, thông qua ba tuyến đường lớn: bờ biển Adriatic, bờ biển Tyrrhenian và thung lũng Tiber, hiện tại hoàn toàn nằm trong quyền kiểm soát tuyệt đối của chúng tôi. Nhưng nó chưa phải là điều tất yếu và không thể tránh khỏi về mặt chính trị. Bạn sẽ nhớ đến sự lựa chọn khó khăn của tôi trong Quốc hội. Nó vẫn còn đó. Những tháng tới sẽ cung cấp một câu trả lời. Chủ nghĩa Phát xít muốn trở thành nhà nước là điều chắc chắn, nhưng không thể chắc chắn rằng, để đạt được mục tiêu đó, sẽ cần một cuộc đảo chính."

Vào cuối tháng 8, khi lực lượng Phát xít tìm cách làm rõ vị trí của họ đối với chế độ quân chủ, Il Giornale d'Italia đã đăng một lá thư từ các sĩ quan bày tỏ sự đồng cảm với những người Phát xít nhưng yêu cầu làm rõ lập trường của họ đối với Ngôi vua. Phản hồi của Mussolini, công bố cùng ngày, không làm rõ vấn đề một cách dứt khoát cho đến khi ông công khai loại bỏ một cuộc tấn công chống lại chế độ quân chủ trong một cuộc biểu tình ở Udine vào ngày 20 tháng 9. Điều này đã xoa dịu quân đội và làm cho Phát xít gần gũi hơn với trật tự đã được thiết lập.
Đầu tháng 10, sau các hành động bạo lực diễn ra ở Bolzano, "Quy định về Kỷ luật của Dân quân Phát xít," do Italo Balbo, Michele Bianchi, Emilio De Bono và Cesare Maria De Vecchi soạn thảo, đã được công bố, với việc chính thức hóa một lực lượng vũ trang tư nhân, thêm một sự khiêu khích nữa đối với nhà nước.
Đến giữa tháng 10, các cuộc chuẩn bị cho Hành Quân về Rome đã được tiến hành. Các lãnh đạo chủ chốt Phát xít gồm Mussolini, Balbo, Bianchi, De Bono và De Vecchi, đã tổ chức nhiều cuộc họp để hoàn thiện kế hoạch. Chiến lược, được phát triển qua nhiều phiên họp, bao gồm:
1. Huy động và chiếm giữ các tòa nhà công cộng ở các thành phố chính.
2. Tập trung Áo đen tại các địa điểm chiến lược như Santa Marinella, Perugia, Tivoli, Monterotondo và Volturno.
3. Tối hậu thư cho Chính phủ Facta yêu cầu giao toàn bộ quyền lực nhà nước.
4. Tiến vào Rome và chiếm giữ các bộ với bất cứ giá nào. Trong trường hợp thất bại, dân quân Phát xít sẽ rút về miền trung nước Ý, được bảo vệ bởi các lực lượng dự bị tập trung ở Umbria.
5. Thành lập chính phủ Phát xít ở một thành phố thuộc miền trung nước Ý. Tập hợp nhanh chóng Áo đen ở thung lũng Po và tiếp tục hành động trên Rome cho đến khi chiến thắng và chiếm giữ.

Bất chấp các phủ nhận công khai về một cuộc hành quân sắp diễn ra của các lãnh đạo Phát xít trong các cuộc phỏng vấn, việc lập kế hoạch chiến lược vẫn tiếp tục một cách kín đáo. Cuộc hành quân thực sự, bắt đầu vào ngày 28 tháng 10 năm 1922, đã tận dụng điểm yếu nhà nước Ý và đỉnh điểm là việc Vua Victor Emmanuel III mời Mussolini thành lập chính phủ, đánh dấu sự khởi đầu chế độ Phát xít ở Ý.
Giai đoạn này nhấn mạnh cách tiếp cận tính toán và đa diện mà Mussolini và những người theo ông đã sử dụng để nắm quyền, lợi dụng sự ủng hộ công chúng, sự mơ hồ chiến lược và sự sẵn sàng cho hành động bạo lực để đạt được mục tiêu chính trị của họ.

### Đại hội Naples
Đại hội Phát xít diễn ra tại Naples từ ngày 24 tháng 10 năm 1922 đánh dấu một khoảnh khắc quan trọng trong quá trình chuẩn bị cho Cuộc Hành Quân Về Rome. Sự kiện này không chỉ là một cuộc biểu dương sức mạnh của Phát xít mà còn là một thách thức trực tiếp đối với quyền lực nhà nước hiện tại.
Vào ngày 23 tháng 10 năm 1922, nhiều nhóm Phát xít bắt đầu đến Naples để tham dự đại hội. Các nguồn tin đáng tin cậy ước tính khoảng 15,000 người tham gia, mặc dù một số tờ báo phe phái báo cáo con số lên đến 40,000. Cuộc tập hợp đông đảo này tượng trưng cho một sự thể hiện sức mạnh và quyết tâm đáng kể của Phát xít. Theo sử gia Emilio Gentile, nó đại diện cho "một hành động biểu tượng hoàn tất việc chinh phục đất nước của Phát xít trước khi nắm quyền".
Trong đại hội, Mussolini đã có một bài phát biểu mạnh mẽ, nhấn mạnh sự khác biệt giữa sự tiếp đón nồng nhiệt ở Naples và sự thù địch họ đã gặp phải ở Rome năm ngoái. Ông chỉ trích các nhân vật chống Phát xít chủ chốt như Paolino Taddei, Giovanni Amendola, và Giulio Alessio, mà ông gọi là "ba linh hồn đen tối chống Phát xít". Ông nêu rõ các yêu cầu của Phát xít, bao gồm các vị trí bộ trưởng quan trọng: Ngoại giao, Chiến tranh, Hải quân, Lao động, và Công trình Công cộng.
Mussolini khẳng định ý định Phát xít là nắm quyền không phải bằng cách lén lút mà nếu cần, sẽ dùng vũ lực:
Chúng ta, những người Phát xít, không có ý định đi vào quyền lực bằng cửa sau; chúng ta, những người Phát xít, không có ý định từ bỏ quyền thừa kế lý tưởng đáng kinh ngạc của mình để đổi lấy một đĩa đậu lăng bộ trưởng tầm thường!"

Khi duyệt các đội quân buổi chiều hôm đó, Mussolini tái khẳng định các lời đe dọa của mình:
"Hoặc họ sẽ trao chính phủ cho chúng ta hoặc chúng ta sẽ lấy nó bằng cách tiến xuống Rome."

Đồng thời, một cuộc khủng hoảng chính phủ đang diễn ra, với các ứng viên tiềm năng thay thế chính phủ hiện tại được thảo luận, bao gồm các tên tuổi như Giovanni Giolitti, Francesco Saverio Nitti, Antonio Salandra, và Vittorio Emanuele Orlando. Trong khi đó, các cơ quan chức năng đang thực hiện các biện pháp để giám sát hoạt động Phát xít trên toàn quốc.
Vào tối ngày 24 tháng 10, Thủ tướng Luigi Facta đã viết thư cho Vua Victor Emmanuel III, bày tỏ niềm tin rằng mối đe dọa của một cuộc hành quân về Rome đã qua, nhưng khuyến nghị duy trì sự cảnh giác tối đa. Tuy nhiên, đến ngày 26 tháng 10, Facta, cùng với Bộ trưởng Nội vụ Paolino Taddei và Bộ trưởng Chiến tranh Marcello Soleri, đã gửi điện tín cho các tỉnh trưởng và chỉ huy quân đội, cảnh báo họ về các hoạt động nổi dậy được báo cáo từ nhiều nguồn và được một số tỉnh trưởng xác nhận.

### Ngày 27 tháng 10
Tổ chức đã quy định chia thành mười hai khu vực; từ ngày 27 đến 28 tháng 10, các đội sẽ chiếm giữ các tòa nhà công cộng ở các trung tâm chính và sau đó tiến về Rome. Các tòa nhà hành chính, các cơ quan truyền thông (bưu điện, điện báo và điện thoại), và các nhà ga xe lửa đã bị chiếm đóng, bắt đầu từ các trung tâm nơi được biết là chính quyền sẵn sàng hợp tác. Đã xảy ra các cuộc nổi dậy ở Pisa và Siena; ở Cremona, đã xảy ra các cuộc đụng độ vũ trang và có người chết vì phát xít không mong đợi sự phản kháng từ quân đội; ở Foggia, lực lượng phát xít trở về từ Naples đã chiếm giữ một số cơ quan công quyền. Các cuộc chiếm đóng tiếp theo diễn ra ở các thành phố khác bao gồm Alessandria, Bologna, Brescia, Ferrara, Florence, Gorizia, Novara, Pavia, Piacenza, Porto Maurizio, Rovigo, Treviso, Trieste, Udine, Venice và Verona.
Lực lượng phát xít cũng bắt đầu đến Perugia, được chọn làm trụ sở điều phối, có lẽ do mối quan hệ thân thiết giữa Michele Bianchi và  tỉnh trưởng. Balbo và De Bono có mặt tại đây.
Tại Rome, từ buổi chiều, quyền chỉ huy đã được đảm nhận bởi Tướng Emanuele Pugliese, Tư lệnh sư đoàn; ông đã chuẩn bị kế hoạch phòng thủ cho thủ đô với việc phong tỏa các nút giao thông đường sắt của Civitavecchia, Orte, Avezzano và Segni, và việc sắp xếp các chốt chặn xung quanh thành phố bởi quân đội.
Vào buổi tối, Facta đã trình lên vua (người vừa trở về Rome) đơn từ chức của chính phủ, vì Vincenzo Riccio đã từ chức bộ trưởng vào ngày hôm trước. Trong đêm, do tin tức về cuộc nổi dậy của phát xít, một cuộc họp đã được tổ chức tại Bộ Chiến tranh, với sự tham gia của Facta, các bộ trưởng Taddei và Soleri, Tướng Pugliese và Đại tá Carletti. Pugliese bác bỏ những cáo buộc chống lại quân đội, tố cáo sự thiếu các mệnh lệnh cụ thể về cách phản ứng; đã quyết định triệu tập ngay một hội đồng bộ trưởng, ra lệnh ban bố tình trạng bao vây trên toàn nước Ý từ 12 giờ trưa ngày hôm sau, ngắt các tuyến đường sắt, đình chỉ dịch vụ điện thoại công cộng và kiểm duyệt điện tín. Sáng hôm sau, các tỉnh trưởng được thông báo bằng điện tín lúc 7:30 sáng.

### Ngày 28 tháng 10
Cuộc tập trung lực lượng phát xít bắt đầu tại Foligno, Monterotondo, Santa Marinella và Tivoli; tổng cộng có khoảng 16,000 người tham gia và cuộc tập trung kéo dài đến ngày 29 tháng 10.
Vào lúc 9 giờ, sắc lệnh ban bố tình trạng bao vây được trình lên vua, nhưng ông từ chối ký. Đến trưa, chính phủ gửi một bức điện mới tới các tỉnh trưởng, hủy bỏ lệnh trước đó, yêu cầu không thực hiện các biện pháp liên quan do thiếu sắc lệnh. Điều này tạo điều kiện cho cuộc nổi dậy phát xít diễn ra mà không gặp sự phản kháng nào.
Chiều hôm đó, vua giao nhiệm vụ cho Antonio Salandra thành lập chính phủ, nhưng nỗ lực này thất bại do sự phản đối của phát xít.
Các tờ báo không liên quan đến phát xít hoặc các chiến binh bị cấm phát hành vào ngày 29, và các nhà in nhiều tờ báo (đặc biệt là tờ báo cánh tả hoặc bình dân) bị đốt cháy. Các tờ báo phát xít nhấn mạnh quyết định nhà vua không ký sắc lệnh ban bố tình trạng bao vây.

### 29 tháng 10
Mussolini không tham gia cuộc tuần hành mà ở lại Milan, nơi đặt trụ sở của tờ báo Il Popolo d'Italia. Tối ngày 27, ông đến nhà hát Manzoni như một khán giả, thể hiện sự tự tin vào thành công cuộc hành quân. Theo một nguồn khác, trong đêm 27 và 28 tháng 10, ông đã đến Cavallasca, tại biệt thự của Margherita Sarfatti, để có thể trốn sang Thụy Sĩ nếu hành động vũ trang thất bại.
Tuy nhiên, trước tình hình chính trị bế tắc, ngày 29, ông được liên lạc từ Rome để đến thủ đô nhận nhiệm vụ từ vua để thành lập chính phủ; ông khởi hành bằng tàu hỏa vào tối cùng ngày.

### 30 tháng 10
Sáng ngày 30, các đội phát xít đã đến gần thủ đô, nơi vẫn còn các chốt chặn của chính phủ. Mussolini đến Rome vào buổi sáng và gặp vua để nhận nhiệm vụ thành lập chính phủ mới, danh sách các bộ trưởng được trình lên vua vào tối cùng ngày. Vua cũng đồng ý cho các đội phát xít diễu hành tại đài tưởng niệm Milite Ignoto và trước cung điện Quirinale; các con đường được giải phóng bởi các chốt chặn vào khoảng 13 giờ. Các đội phát xít tiến vào Rome, vẫn còn vũ trang (chủ yếu với vũ khí được cung cấp từ các thành viên quân đội hoặc cướp được).
Bạo lực phát xít không dừng lại. Trụ sở xã hội chủ nghĩa ở Via Seminario bị xâm nhập và vào buổi tối, nhà nghị sĩ Giuseppe Mingrino bị phá hoại. Khi đội phát xít do Giuseppe Bottai dẫn đầu đi qua khu vực San Lorenzo, đã có những phát súng nổ; một cuộc chiến kéo dài diễn ra khắp khu vực, theo các tin tức đã có bảy người chết và nhiều người bị thương. Cũng trong khu vực này, bạo lực tiếp tục diễn ra vào ngày hôm sau.

### 31 tháng 10
Ngày 31 tháng 10, trên tờ Il Popolo d'Italia đăng lệnh giải tán. Tuy nhiên, vẫn có những vụ bạo lực mới, với việc đánh đập và ép uống dầu thầu dầu, cùng các cuộc tấn công vào nhà của Nicola Bombacci, Francesco Saverio Nitti và Elia Musatti; các sự việc tương tự được ghi nhận trong những ngày tiếp theo, như vụ tấn công vào nhà cộng sản Giuseppe Lemmi vào ngày 1 tháng 11.
Vào buổi chiều ngày 31 tháng 10, cuộc diễu hành phát xít diễn ra tại Altare della Patria và Quirinale: một đội quân tư nhân, với vũ khí bị cấm, diễu hành trước mặt vua, người đứng đầu nhà nước, và Thủ tướng mới được bổ nhiệm, phớt lờ chính quyền mà họ đại diện. Từ tháng 12 năm 1922 đến tháng 1 năm 1923, lực lượng dân quân phát xít được thể chế hóa thông qua việc thành lập Milizia Volontaria per la Sicurezza Nazionale, lực lượng vũ trang dưới sự kiểm soát trực tiếp của thủ tướng; điều này vi phạm Quy chế Albertino (tiếng Ý: Statuto Albertino, quy định rằng tất cả các lực lượng phải thuộc sự chỉ huy của nhà vua.

## Kết quả
Trong buổi thảo luận tại Hạ viện vào ngày 17 tháng 11 (sau bài diễn văn bivacco vào ngày hôm trước), Filippo Turati đã phản đối hành động cách mạng được cho là cuộc tuần hành về Rome, nhưng ông đã chỉ ra đây là điểm khởi đầu chế độ mới.
"Với phương pháp cách mạng, mà ngày nay gọi là 'phát xít', – và mặc dù nó không nói lên gì cả, chúng ta hãy chấp nhận thuật ngữ này để hiểu nhau – Hạ viện không được kêu gọi để thảo luận và quyết định sự tin tưởng; Hạ viện được kêu gọi để trao nó; và nếu không trao, Chính phủ sẽ tự lấy nó. Cuộc tuần hành về Rome, đối với các ngài, là lý do để vinh dự, tiếp tục, trong trang phục tươm tất, bên trong Quốc hội.
Không, các ngài không bắt đầu sự thống trị của mình, cái mà các ngài gọi là không phải một Bộ mà là một Chính phủ, thậm chí là một chế độ mới, bằng một hành động chân thành: các ngài bắt đầu nó bằng một sự thỏa hiệp; điều này có lẽ thuận tiện hơn cho các ngài, tôi đồng ý, nhưng nó không có gì mới và không có gì cải tiến.

Các ngài chỉ có khoảng ba mươi người trong Hạ viện này... Và các ngài định trở thành ba trăm người ngay lập tức, in dấu hiệu phát xít lên đầu óc các đồng nghiệp dễ dãi của mình, như đã in dấu lên con dấu Nhà nước; buộc tất cả phải chào bằng tay giơ cao. Tất cả điều này, thừa nhận đi, quá mang tính nhào lộn, quá huyền ảo để có thể thêm sự nghiêm túc, không phải cho Hạ viện – điều này không quan trọng với các ngài – mà cho chính các ngài."— Phát biểu của Filippo Turati tại Hạ viện

Trong thời gian hai mươi năm, cuộc tuần hành về Rome được chế độ và Benito Mussolini trình bày như là "cuộc cách mạng phát xít" và mỗi năm được đánh số bắt đầu từ sự kiện này ("năm I cuộc cách mạng phát xít", v.v.). Tuy nhiên, trong thời kỳ Cộng hòa Xã hội Ý, Mussolini cho rằng cuộc tuần hành về Rome không phải là một cuộc cách mạng, vì vua vẫn được giữ lại làm nguyên thủ quốc gia, một phần là theo lời của Turati:
"Cuộc tuần hành về Rome là gì? Đơn giản chỉ là một cuộc khủng hoảng Chính phủ, một sự thay đổi bình thường các bộ trưởng? Không. Nó là một cái gì đó hơn thế nữa. Nó là một cuộc nổi dậy? Có. Kéo dài, với nhiều biến thể, khoảng hai năm. Cuộc nổi dậy này có dẫn đến một cuộc cách mạng không? Không. Giả định rằng một cuộc cách mạng xảy ra khi thay đổi bằng vũ lực không chỉ hệ thống chính quyền mà cả hình thức thể chế Nhà nước, chúng ta phải thừa nhận rằng từ quan điểm này, phát xít đã không thực hiện một cuộc cách mạng vào tháng 10 năm 1922. Trước đó là một chế độ quân chủ, và sau đó vẫn là một chế độ quân chủ. Mussolini từng nói rằng khi vào chiều ngày 31 tháng 10, lực lượng áo đen diễu hành trên các con đường của Rome, giữa những tiếng reo hò dân chúng, có một sai lầm nhỏ trong việc xác định hành trình: thay vì đi qua trước cung điện Quirinale, sẽ tốt hơn nếu xâm chiếm vào trong đó.

Phát xít – hào phóng và lãng mạn như đã từng vào tháng 10 năm 1922 – đã trả giá cho sai lầm khi không trở thành toàn trị đến đỉnh kim tự tháp và đã tin rằng có thể giải quyết vấn đề bằng một hệ thống mà trong các bài học lịch sử, từ xa xưa đến gần đây, đã bộc lộ bản chất sự thỏa hiệp khó khăn và tạm thời. Cuộc cách mạng phát xít đã dừng lại trước một ngai vàng. Điều này dường như không thể tránh khỏi vào thời điểm đó."— Phát biểu của Mussolini

## Ngày kỷ niệm và kỷ nguyên phát xít

### Kỷ niệm đầu tiên
Vào năm 1923, sáu con tem (giá trị 5, 2 và 1 lire, và 50, 30 và 10 cent) được phát hành "để kỷ niệm ngày nắm quyền Chủ nghĩa Phát xít", đặc trưng bởi một biểu tượng phát xít và không có hình ảnh vị vua đương nhiệm. Cùng năm đó, các đồng tiền vàng có mệnh giá 100 lire và 20 lire cũng được đúc, không có biểu tượng nhà Savoy.
"Chúng sẽ mang trên mặt trước hình ảnh của nhà vua quay về bên trái và xung quanh là dòng chữ "Vittorio Emanuele III, Re d'Italia" bằng chữ La Mã; bên dưới hình ảnh của nhà vua là tên "A. Motti", tác giả và người khắc mẫu.
Mặt sau: hình ảnh Fascio Littorio Romano, với chiếc rìu bên phải, trang trí bằng một đầu cừu đực, với chỉ dẫn giá trị bên trái "Lire 100" hoặc "L. 20" và bên dưới là chữ R để chỉ Sở đúc tiền Roma, và bên phải là dòng chữ kỷ niệm: "ottobre 1922" và dưới là năm đúc 1923".

Những sáng kiến này, cùng với các lễ kỷ niệm diễn ra vào ngày 28 tháng 10 năm 1923, được coi là khởi đầu trực tiếp một chế độ toàn trị, "không cho phép tương lai có những bình minh không được chào đón bằng cử chỉ La Mã, cũng như không cho phép hiện tại nuôi dưỡng những tâm hồn không bị uốn cong trong lời thú tội 'tôi tin'" (Giovanni Amendola).

### Huy chương và giấy chứng nhận
Vào tháng 10 năm 1923, cũng là kỷ niệm lần đầu tiên, Đảng Phát xít Quốc gia bắt đầu phát hành, với giá 5 lire, một huy chương kỷ niệm cho những người tham gia và một giấy chứng nhận có chữ ký của Mussolini và các Quadrumviri; việc thu thập danh sách những người có quyền được giao cho các liên đoàn tỉnh. Ngoài ra, một bản in "chính thức" do Silvio Galimberti thực hiện cũng được bán với giá 5 lire, được "yêu cầu là một vật trang trí quý giá cho tất cả các ngôi nhà, văn phòng, trường học và xưởng".
Quadrumviri
- Italo Balbo
- Michele Bianchi
- Emilio De Bono
- Cesare Maria De Vecchi

Người tham gia nổi tiếng
- Giacomo Acerbo
- Giuseppe Bottai
- Giuseppe Mastromattei
- Piero Brandimarte
- Ather Capelli
- Gino Cervi
- Ines Donati
- Roberto Farinacci
- Cesare Forni
- Igino Ghisellini
- Francesco Giunta
- Giovanni Giuriati
- Ulisse Igliori
- Alessandro Lessona
- Serafino Mazzolini
- Ettore Muti
- Aurelio Padovani
- Alessandro Pavolini
- Cesare Rossi
- Carlo Scorza
- Marcello Serrazanetti
- Harukichi Shimoi
- Bruno Spampanato
- Achille Starace
- Carlo Tiengo
- Attilio Teruzzi

Tham gia chống Phát xít
- Aldo Finzi
- Luigi Capello

Người tham gia cuối cùng, Vasco Bruttomesso, sinh năm 1903, qua đời vào tháng 1 năm 2009. Qua phân tích các đoạn phim thời đó bằng kỹ thuật nhận diện khuôn mặt, người ta phát hiện rằng Raoul Vittorio Palermi, Chưởng hội Gran Loggia d'Italia degli Alam (Đại hội quán Ý), cũng có mặt trong cuộc tuần hành về Rome.
Với thông tư ngày 20 tháng 1 năm 1930, trong danh sách nhân viên các cơ quan nhà nước, việc tham gia cuộc tuần hành về Rome được coi là một thành tích, được công nhận qua việc trình bày "giấy chứng nhận" do đảng phát hành. Năm 1933, các quy định được ban hành để "ban hành các quy định bổ sung cho những người hy sinh, thương tật và bị thương vì sự nghiệp phát xít và những người tham gia Cuộc tuần hành về Rome, cũng như mở rộng các quyền lợi cho những người đã ghi danh vào Đảng Chiến đấu trước ngày 28 tháng 10 năm 1922 như các quy định hiện hành dành cho nhân viên nhà nước cựu chiến binh".
Năm 1940, các huy chương kỷ niệm Thống nhất Ý được trao cho những người tham gia.

### Thời kỳ phát xít
Ngày 28 tháng 10 năm 1925 được tuyên bố là ngày lễ cho các trường nghỉ học; năm sau đó, ngày 28 tháng 10, "kỷ niệm cuộc tuần hành về Rome", chính thức trở thành ngày nghỉ lễ. Thuật ngữ "antemarcia" cũng được sử dụng để chỉ những gì đã xảy ra trước cuộc tuần hành về Rome và đặc biệt là những người đã gia nhập Đảng Phát xít trước ngày 28 tháng 10.
Quy định chính thức được ban hành bởi một thông tư ngày 25 tháng 12 năm 1926 do Thủ tướng ban hành theo yêu cầu ngày 26 tháng 11 năm 1926 của Pietro Fedele, Bộ trưởng Bộ Giáo dục công. Năm được tính từ ngày 29 tháng 10 hàng năm (ngày sau cuộc tuần hành về Rome) và kết thúc vào ngày 28 tháng 10 năm sau.
Ngoài ra, để tái hiện ký ức về cuộc tuần hành, vào ngày 28 tháng 7 năm 1931, Mussolini ra lệnh cho các thống đốc rằng "với sự khởi đầu của năm thứ X, tất cả các trung tâm đô thị của các thành phố phải có một con đường chính mang tên Rome".